# Тагиев, Шахин Талыб оглы
Шахин Талыб оглы Тагиев (азерб. Şahin Talıb oğlu Tağiyev) — азербайджанский офицер, Национальный Герой Азербайджана.

## Биография
Родился 3 февраля 1949 года в Мир-Баширском районе Азербайджанской ССР.

### Первая карабахская война
В 1988 году лейтенант запаса Шахин Тагиев присоединился к движению «Милли азадлыг херекети». В 1991 году поступил на службу в национальную армию Азербайджана и был назначен командиром отдельной роты . В апреле 1992 года получил звание капитана. В связи с реформированием структуры министерства обороны рота была переформирована в батальон под названием «Гуртулуш».
Указом президента Азербайджана за №6 23 июня 1992 года ему было присвоено звание Национальный герой Азербайджана.
Батальон под его руководством отличился во время летнего наступления 1992 года на Мардакертском направлении, при прорыве обороны армян у села Джераберт, а также при занятии сел Дрмбон и Кочогот у Сарсангского водохранилища.
В марте 1993 года был тяжело ранен. После продолжительного лечения в госпитале в чине майора был переведен в распоряжение МО Азербайджана.
После окончания войны стал заместителем председателя Организации Освобождения Карабаха.